# Dolby Laboratories
Dolby Laboratories je americká firma, specializující se na technologie audio záznamu a reprodukce. Založil ji v roce 1965 Ray Dolby (1933-2013). První sídlo firmy bylo v Londýně, v roce 1976 přesunul vedení firmy do USA. Firma nevyrábí konkrétní zařízení, ale poskytuje licence a své technologie.

## Technologie
- Dolby NR (Dolby A/B/C/S) – potlačení šumu analogových magnetofonů
- Dolby Stereo – filmový stereofonní analogový audioformát s maticově zakódovaným středovým a zadním kanálem. Roku 1989 bylo dekodérem tohoto formátu vybaveno i tehdejší kino Alfa v Praze, jako vůbec první kino v Československu[1].
- Dolby SR – pokročilejší varianta formátu Dolby Stereo, s vysoce pokročilou metodou odstranění šumu
- Dolby Surround – obdoba formátu Dolby Stereo určená pro využití v televizním vysílání a v domácnostech
- Dolby Pro Logic, Dolby Pro Logic II, Dolby Pro Logic IIx – různě vyspělé varianty dekodérů formátu Dolby Surround, v případě dekodérů Dolby Pro Logic II a Dolby Pro Logic IIx určené též pro stereofonní zvuk
- Dolby Digital – digitální ztrátová komprese zvuku, využívaná převážně pro vícekanálový prostorový zvuk
- Dolby FM – krátce používaný systém pro FM rádio
- Dolby E – profesionální systém
- Dolby Headphone
- Dolby Virtual Speaker
- Dolby HX Pro
- Dolby TrueHD
- Dolby Atmos

### Zpracování zvuku
- Dolby Headphone: implementace virtuálního prostorového zvuku, simulující prostorový zvuk 5.1 ve standardním páru stereo sluchátek.
- Dolby Virtual Speaker: simuluje prostorový zvuk 5.1 v sestavě dvou standardních stereo reproduktorů.
- Dolby Surround, Dolby Pro Logic, Dolby Pro Logic II, Dolby Pro Logic IIx a Dolby Pro Logic IIz: tyto dekodéry rozšiřují zvuk na větší počet kanálů. Všechny mohou dekódovat prostorový zvuk, který byl maticován do dvou kanálů; některé mohou rozšířit prostorový zvuk na větší počet reproduktorů než původní zdrojový materiál. Další podrobnosti o každém dekodéru naleznete v odkazovaných článcích.

- Audistry: technologie pro vylepšení zvuku.[2]

- Dolby Volume: snižuje změny úrovně hlasitosti.
- Dolby Mobile: Verze technologie prostorového zvuku Dolby speciálně navržená pro mobilní telefony, zejména HTC Desire HD, LG Arena a LG Renoir.
- Dolby Audio Plug-in pro Android: API zabalené jako Java Library, které umožňuje vývojářům Androidu využívat technologii Dolby Digital Plus zabudovanou do mobilních a tabletových zařízení, zejména řady Fire HD, Fire HDX a Samsung Galaxy Tab 3.[3]
- Dolby Voice: Hardwarové a softwarové produkty pro webové konference na podnikové úrovni.